# Burton Swifts F.C.
Burton Swifts F.C. – angielski klub piłkarski, mający siedzibę w mieście Burton upon Trent w środkowej części kraju.

## Historia
Chronologia nazw:
- 1871: Burton Swifts F.C.
- 1901: klub rozformowano – po fuzji z Burton Wanderers F.C. tworząc Burton United F.C.

Piłkarski klub Burton Swifts F.C. został założony w mieście Burton upon Trent w hrabstwie Staffordshire w 1871 roku. W 1890 roku klub został członkiem założycielem ligi Combination. Jednak po zaledwie roku przeniósł się do Football Alliance. Kiedy Alliance połączył się z The Football League w 1892 roku, Klub został jednym z członków założycieli Second Division.
W sezonie 1892/93 zespół startował w Football League Second Division. W debiutowym sezonie zajął szóste miejsce. W następnym sezonie znów był szóstym. Sezony 1894/95 i 1895/96 zakończył na 11.pozycji. W sezonie 1896/97 zajął 14.miejsce. W 1898 i 1899 został sklasyfikowany o jedno miejsce wyżej, a w sezonie 1899/1900 opuścił się na 15.lokatę. Po zakończeniu sezonu 1900/01, w którym zajął ostatnie 18.miejsce klub połączył się z sąsiednim Burton Wanderers F.C., tworząc Burton United F.C.

## Sukcesy

### Trofea międzynarodowe
Nie uczestniczył w rozgrywkach europejskich (stan na 31-05-2016).

### Trofea krajowe
| \| \| Zdobyte trofea w rozgrywkach Anglii (stan na: 31-03-2017) \| |                                                           |      |                  |
| Rozgrywki                                                          | Osiągnięcie                                               | Razy | Sezon(y)         |
| · Mistrzostwo                                                      | I miejsce                                                 | 0    |                  |
| · Mistrzostwo                                                      | II miejsce                                                | 0    |                  |
| · Mistrzostwo                                                      | III miejsce                                               | 0    |                  |
| · Puchar                                                           | zdobywca                                                  | 0    |                  |
| · Puchar                                                           | finalista                                                 | 0    |                  |
| · II liga                                                          | I miejsce                                                 | 0    |                  |
| · II liga                                                          | II miejsce                                                | 0    |                  |
| · II liga                                                          | III miejsce                                               | 0    |                  |
| · II liga                                                          | 6.miejsce                                                 | 2    | 1892/93, 1893/94 |
| Anglia                                                             | Zdobyte trofea w rozgrywkach Anglii (stan na: 31-03-2017) |      |                  |

## Stadion
Klub rozgrywa swoje mecze domowe na stadionie Peel Croft w Burton upon Trent, który może pomieścić 5 500 widzów.

## Reprezentanci kraju grający w klubie
Stan na luty 2025 
| - Arthur Chadwick - George Kinsey - Bob Crone - Peter Campbell - Samuel Jones - Seth Powell |